# 自立生活
自立生活運動（中文學術翻譯又稱為獨立生活）（Independent Living for Disabled People），是一位名叫Edward V. Roberts先生在1972年於美國柏克萊市發起的身心障礙者社會運動，而後有感於重度的身心障礙者，要融入社會生活不容易，因此成立了全球第一個自立生活中心（Center for Independent Living）。以協助重度身心障礙者，回歸一般社區生活，為最大的理想目標，而非在教養院、機構、醫院等地方，過著與社會長期隔絕的生活。
自立生活運動非常強調身心障礙者的「自主權」，還有障礙者勇於接受自己的「特徵」。傳統觀念認為，身心障礙者受限於體能、生理上的困難，需要社會大眾給予保護，並且身心障礙是一件不幸、可悲，應該透過醫療、復健、優生學等避免的悲劇。但自立生活運動認為，身心障礙者，只是身體某部份失能，或許不能走路，但可以透過輪椅代步。或許眼不能見，但可以透過手杖、導盲犬行動。不能自己洗澡、穿衣、如廁，可透過他人協助（如：居家服務員、個人助理等）人力支持，完成生活所需等特殊方式，來達成「自主權」，為自己生活做出選擇跟決定，並負起責任，充分扮演社會公民的角色，而非基於保護，喪失了各種可能性。
提到自立生活，傳統觀念會認為，必須先有「工作」能力，透過勞動賺取經濟基礎，才有條件談自主生活。然而，對部份失能情況嚴重的身心障礙者而言，就業具有高度的困難性。如果以此作為能否自主生活的基礎，那麼對於被就業市場排擠的身心障礙者來說，要達到自立生活將是十分困難的事情。因此透過社會制度的經濟補貼，來達成身心障礙者的經濟安全，也是自立生活的重要概念。
由於自立生活這樣的社會運動，站在障礙者「主體」立場思考的哲學思想，符合身心障礙者的需求，很快的從加州柏克萊市傳出，遍及美國各地。並且自立生活中心，透過權益爭取、倡導，督促政府制定法律，保障身心障礙者的經濟安全、人力資源提供，防止各種歧視，成為美國當地身心障礙者爭取人權的重要思想。

## 自立生活定義
- 強調身心障礙者必須「自我選擇、自我決定、自我負責」，藉由掌握生活，提高自主性，亦能扮演公民角色。
- 認為身心障礙者，才是解決自身問題的「專家」。
- 強調「社會模式」，以改善環境障礙、社會制度，取代「醫療模式」，藉由醫療改變身體的障礙。
- 認為身心障礙者具有一般公民平等的權益（如就學、就業、社會參與）等，而非特權。
- 「去機構化」，鼓勵身心障礙者在一般大眾社區生活，而非隔絕於一般社區。
- 身心障礙者主導「倡議」與「服務」。
- 肯定並認同身心障礙者「同儕」間的支持與影響。

## 自立生活協會（中心）所提供的服務
- 自立生活計畫（Independent Living Program）
- 個人助理服務（Personal Assistant）
- 同儕支持員服務（Peer Counseling）
- 自我倡議
- 無障礙住宅諮詢
- 復康巴士服務

## 自立生活協會（中心）組織運作原則
自立生活協會（中心）運作原則，在世界各國的自立生活協會中，有著嚴謹基本要素，其原則跟一般身心障礙團體有所不同。其基本原則為下列幾點：
- 團體的領導者（理事長）、主管階級一定要是身心障礙者。
- 營運委員（理事、監事），有超過半數為身心障礙者。
- 提供跨越障別的服務，舉凡肢體、感官、多重、智能、精神障礙等等，都是服務的對象。
- 以服務身心障礙者回歸社會，自主生活為主要目標。換言之，使身心障礙者能夠自我決定生活方式，掌握生活主導權。
- 自立生活協會（中心）為身心障礙者發聲的團體，需將服務對象之權益彙整後，向社會大眾、政府組織作倡議的動作。且以權益角度切入，強調身心障礙者的平等社會參與權，有別於一般慈善單位的「社會救助」觀點，或「社會福利」觀點。

## 世界各國自立生活運動發展
美國於1990年，由國會頒布了「1990年美國人殘障法」），其中明定環境設施與觀念，不得帶有歧視，並衍生出必須有支持性的社區居住制度、健康照護保障，為美國當地身心障礙者很重要的權益保障。
1986年，在日本東京也出現第一個自立生活中心-----Human Care協會，他是由中西正司所設立的，而後很快的傳到日本各地，截至2011年6月為止，日本已經有121個自立生活中心了。日本國會在2005年10月通過「障害者自立支援法」，為全國性對自立生活有關的相關法律。
目前在韓國、巴基斯坦、尼泊爾、蒙古等亞洲國家，也都在日本自立生活中心的協助下，紛紛創立自立生活中心。其中又以韓國發展的最快速，截至2009年為止。有超過85家自立生活中心。
2006年，聯合國公佈「身心障礙者權利公約」，其中第十九條：「獨立生活和融入社區」明定：「本公約締約各國確認，所有身心障礙者享有在社區中生活的平等權利以及與其他人同等的選擇，應當採取有效和適當的措施，以便於身心障礙者充分享有這項權利，充分融入和參與社區」，包括確保：
（一）身心障礙者有機會在與其他人平等的基礎上選擇居住地點，選擇在那裡及與那些人一起生活，而不是被迫按特定的居住安排來生活。
（二）身心障礙者獲得各種居家、住所和其他社區援助服務，包括必要的個人援助，協助他們在社區生活和融入社區，避免與社區隔絕或隔離。
（三）身心障礙者可以在平等基礎上享用為大眾提供的社區服務和設施，且這些服務和設施符合他們的需要。

## 台灣自立生活運動發展情況

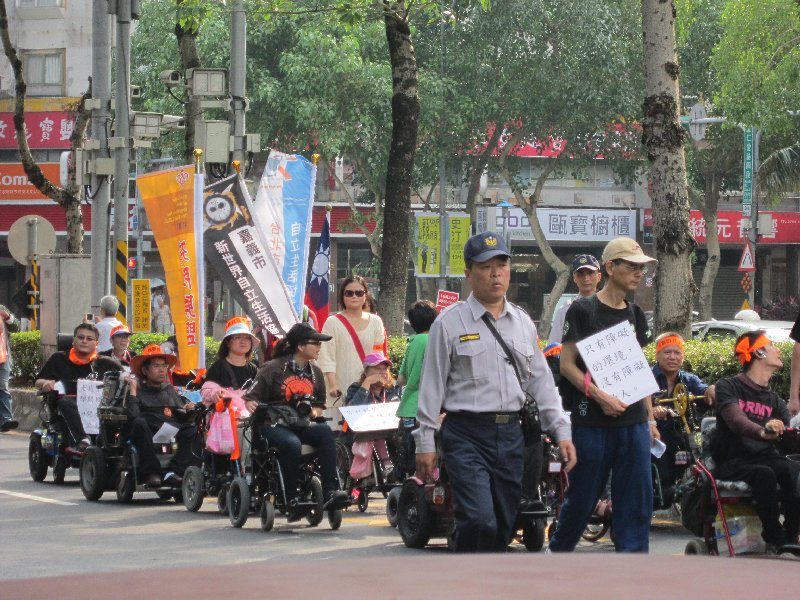
2012年10月14日，由多個自立生活協會、社福團體，在台灣所舉辦的自立生活大遊行

台灣的自立生活中心（在台灣稱為協會），是由日本愛之輪基金會委託台灣的好鄰居文教基金會招募身心障礙者赴日培訓。其中第六屆身心障礙者赴日領導人才的研修生林君潔，在日本自立生活中心學成歸國後，於2007年1月所成立的，名稱是「社團法人台北市新活力自立生活協會」，目標是創造一個身心障礙者可以安全、平等的生活在一般社區中的社會環境。
2011年2月，台灣在中華民國殘障聯盟的主導下，遊說立法院三讀修正身心障礙者權益保障法。其中第五十條第八項新增「自立生活支持服務」，為台灣首度入法的自立生活相關法條，對台灣身心障礙者自立生活運動之影響目前還未明朗。
2012年3月，台灣成立第二間自立生活團體，名稱是「社團法人高雄市向陽自立生活協會 （页面存档备份，存于）」。為台灣第二間由障礙者主導、自發性之自立生活推廣、互助團體。
2012年10月14日，由社團法人台北市新活力自立生活協會主辦，並邀請各地自立生活協會、籌備會，多個社福團體，共同舉辦我們不要靠爸靠母 自立生活大遊行 （页面存档备份，存于），約一百五十多名支持者、身心障礙者支持參與。抗議中華民國（台灣）內政部公告之自立生活支持服務，並未符合身心障礙者需求，並未充分徵詢身心障礙者之意見。為國內首見以「自立生活」為主題之遊行。
2013年10月18日，社團法人台北市新活力自立生活協會再度舉辦「自立生活，政府責任別逃脫」大遊行。招集約兩百名支持者，二十三間民間單位共同倡議。由於未得到衛生福利部正面回應。當晚至中山南路封街表示抗議，並有部份支持者聚集在立法院群賢樓前至凌晨才陸續散去。本次抗議行動至十九日午時十一點才結束。衛生福利部則表示將於三十日內召開檢討「自立生活支持服務試辦計畫」檢討會議。
2014年3月台灣成立第三間自立生活協會，名稱是：「社團法人台南市夢城自立生活協會 （页面存档备份，存于）」，同年7月第四間自立生活協會成立，名稱是：「社團法人嘉義市新世界自立生活協會」成立。
2017年2月成立第五間自立生活協會，名稱是：：「花蓮縣自立生活協會 （页面存档备份，存于）」。
2018年4月1日五間登記立案的自立生活協會共同成立了「社團法人台灣身心障礙者自立生活聯盟 （页面存档备份，存于）」。 該聯盟秉持：組織成員跨障別、強調障礙者主體營運。倡議政府提供社區服務、自立生活、經濟安全保障等。使身心障礙者可以「自我選擇、決定、負責」地在社區生活著。
2018年12月31日台北市政府委託之自立生活支持服務，市政府公開招標，其「個人助理」業務及「自立生活」相關業務轉移至「臺北市身心障礙者自立生活支持服務中心 （页面存档备份，存于）」。